# Río Calchaquí
Río Calchaquí är ett vattendrag i Argentina.   Det ligger i provinsen Salta, i den norra delen av landet, 1 200 km nordväst om huvudstaden Buenos Aires.
Omgivningarna runt Río Calchaquí är i huvudsak ett öppet busklandskap. Runt Río Calchaquí är det glesbefolkat, med 9 invånare per kvadratkilometer.